# Janvier 1921

## Événements
- Guerre gréco-turque : les Grecs lancent une offensive contre Eskişehir et Dumlupinar stoppée par le colonel Ismet Pacha à Inönü le 7 janvier.

- 1er janvier : Diego Manuel Chamorro (en) (conservateur), élu président du Nicaragua (fin en 1923).

- 15 janvier :
  - transfert de la direction de la Palestine du ministère britannique des Affaires étrangères au ministère des Colonies;
  - premiers essais de l'hélicoptère du français Étienne Œhmichen.

- 16 janvier : Aristide Briand président du Conseil (7).

- 17 janvier : création de la pièce de théâtre La Petite Aurore, l'enfant martyre avec Manda Parent. Cette pièce sera jouée pendant plusieurs années.

- 22 janvier : le Tribunal des Conflits rend son célèbre arrêt du "Bac d'Eloka" ou "Société commerciale de l'Ouest africain", il donne alors naissance à la notion de service public industriel et commercial[1].

- 28 janvier : Bautista Saavedra Mallea est élu président de Bolivie sur un programme progressiste (fin en 1926)

## Naissances
- 1er janvier :
  - César Baldaccini, dit César, sculpteur français († 6 décembre 1998).
  - Alain Mimoun, athlète français († 27 juin 2013).
- 5 janvier :
  - Abel Dubois, homme politique belge († 18 octobre 1989).
  - Friedrich Dürrenmatt, dramaturge suisse († 14 décembre 1990).
- 8 janvier : Pierre-Yves Trémois, peintre, sculpteur et graveur français († 16 août 2020).
- 9 janvier :
  - Fraser Barron DSO & Bar, DFC, DFM, pilote néo-zélandais († 20 mai 1944).
  - Ágnes Keleti, gymnaste hongroise († 2 janvier 2025).
  - Lister Sinclair, animateur de télévision († 16 octobre 2006).
- 12 janvier : Michel Thompson, peintre français († 9 août 2007).
- 16 janvier : Shmuel Toledano, politicien israélien († 30 décembre 2022).
- 18 janvier : 
  - Ali Yahia Abdennour, homme politique et défenseur des droits de l'homme algérien († 25 avril 2021).
  - Paulette Falbisaner, résistante française en Alsace pendant la Seconde Guerre mondiale († 14 avril 1997).
- 19 janvier : Patricia Highsmith, romancière américaine († 4 février 1995).
- 20 janvier : Jacques Ferron, fondateur du parti rhinocéros († 22 avril 1985).
- 23 janvier : Léo Major, héros de guerre québécois († 12 octobre 2008).
- 26 janvier : Eddie Barclay, impresario et producteur de disques, français († 13 mai 2005).
- 27 janvier :
  - Georges Mathieu, peintre français († 10 juin 2012).
  - Donna Reed, actrice américaine († 14 janvier 1986).
- 29 janvier : Moustapha Ben Halim, Homme politique d'état Libyen († 7 décembre 2021).

## Décès
- 2 janvier : Theobald von Bethmann Hollweg, chancelier allemand (º 29 novembre 1856).
- 21 janvier : Arthur Lewis Sifton, premier ministre de l'Alberta.